# Chilton Trinity
Chilton Trinity är en ort och civil parish i Storbritannien.   Den ligger i grevskapet Somerset och riksdelen England, i den södra delen av landet, 200 km väster om huvudstaden London. Chilton Trinity ligger 8 meter över havet och antalet invånare är 260.
Terrängen runt Chilton Trinity är huvudsakligen platt, men åt sydväst är den kuperad. Runt Chilton Trinity är det ganska tätbefolkat, med 214 invånare per kvadratkilometer. Närmaste större samhälle är Bridgwater, 2,2 km söder om Chilton Trinity. Trakten runt Chilton Trinity består till största delen av jordbruksmark.